# 白仁秋津
白仁 秋津（しらに あきつ、1876年 - 1948年）は、日本の歌人。本名、勝衛。

## 略歴
三池郡岩本村（現大牟田市岩本）に士族の長男として生まれる。
熊本県立済々黌高等学校を卒業。1902年（明治35年）、北原白秋、田中紫江、杉森秋華ら6人と同人誌 『常盤木』を刊行する。『常盤木』には短歌だけでなく、社会矛盾との戦いの重圧といった苦しみを表した文章も掲載されている。
翌1903年（明治36年）に与謝野鉄幹が主宰する東京新詩社に参加。与謝野鉄幹、与謝野晶子夫妻に師事し、北原白秋、吉井勇、石川啄木、高村光太郎らと共に明星派に名を連ねる。
1904年（明治37年）3月に北原白秋が白秋の父に無断で県立伝習館中学（現・福岡県立伝習館高等学校）を退学して上京する際に、秋津とは密かに別れの挨拶を行っているが、その際に秋津から白秋に蒲原有明の詩集『独絃哀歌』を贈っている。その詩集には秋津の文で、詩作を捨てざるを得ない悲しみを記している。同年、秋津は日露戦争に従軍する。
1907年に鉄幹、白秋ら5人が紀行文『五足の靴』を発表した際には、九州西部の旅を資金面で支援している。その後、『明星』にも復帰。与謝野鉄幹、与謝野晶子夫妻を物心両面で支えることとなる。
秋津は歌人として以外にも、地域の名望家、政治家といった顔を持ち、1923年（大正12年）から1937年（昭和12年）の間は銀水村の村長職を務めている。
白仁の家に保管されていた資料は「白仁家資料」と呼ばれており、与謝野鉄幹、晶子の書簡類、色紙、短冊、吉井勇や北原白秋の書、竹久夢二、石井柏亭、山下新太郎、正宗得三郎らの作品もある。
1968年に大牟田市の土蔵から発見された『常盤木』は、柳川時代の北原白秋の文学活動を知る一級資料として話題となっている。

## 著作
- 白仁秋津『日露戦役回顧之歌』冬柏発行所、1942年。 NCID BA45909909。

## 参考書籍
- 白仁秋津を顕彰する会編『白仁秋津の世界: 近代大牟田の明星派歌人』白仁秋津を顕彰する会、2007年。 NCID BB24272684。